# Suzanne Camelia-Römer

## Tiểu sử
Susanne Camelia-Römer, còn có tên chính thức là Suzy FC Camelia-Römer, sinh ngày 04 tháng 01 năm 1959, là một nữ chính trị gia Curaçao (thuộc vùng Ca-ri-bê) của Đảng Nhân dân Quốc gia (PNP) và đồng thời còn là một luật sư. Bà đã hai lần làm Thủ tướng Antilles của Hà Lan vào ngày 25 tháng 11 năm 1993 đến ngày 28 tháng 12 năm 1993 (lần thứ nhất) và từ ngày 14 tháng 05 năm 1998 đến ngày 08 tháng 11 năm 1999 (lần thứ 2).   Bà cũng là Bộ trưởng Bộ Tư pháp từ năm 1992 đến năm 1994 và Bộ trưởng Bộ Phục hồi và Kinh tế Quốc gia từ 1999 đến năm 2002. Tính đến tháng 03 năm 2016, bà được cử là Bộ trưởng Bộ Giao thông, Giao thông và Quy hoạch đô thị của Curaçao. Bà tiếp tục giữ vị trí này trong Hensley Koeiman và được đắc cử vào ngày 23 tháng 12 năm 2016.
Làm thủ tướng ở một quốc đảo tự trị nằm vào phía nam của biển Caribe, gần bờ biển Venezuela, bà Suzanne Camelia-Römer được đánh giá vào danh sách những nữ nguyên thủ quốc gia điển hình, thành viên của Hội đồng Phụ nữ lãnh đạo thế giới. Trên thực tế, Là một nữ Thủ tướng của quốc gia tự trị nhưng trên hình thức là một quốc gia cấu thành thuộc chủ quyền của Vương quốc Hà Lan, nên Chính phủ của bà vẫn có nền chính trị tương đồng với quốc gia này.